# Omia banghaasi
Omia banghaasi är en fjärilsart som beskrevs av Otto Staudinger 1930. Omia banghaasi ingår i släktet Omia och familjen nattflyn. Inga underarter finns listade i Catalogue of Life.